# Гревиль, Эдмон Т.
Эдмон Т. Гревиль (фр. Edmond T. Gréville; полное имя — Эдмон Тонгер Гревиль, фр. Edmond Thonger Gréville; 20 июня 1906, Ницца, Франция — 26 мая 1966, Ницца, Франция) — французский актёр, кинорежиссёр и писатель, автор или соавтор сценариев большинства своих фильмов.

## Биография

### Происхождение
Родившийся в июне 1906 года, Эдмон был самым младшим из семерых детей — сестёр Люси, Флоранс, Лилии, Бланш, Рут и брата Уильяма — в семье протестантского пастора из Бирмингема (Англия), Ричарда Тонгера Гревиля (англ. Richard Thonger Greville, 1861—1941), и школьной учительницы из Ардеша (Франция), Эводи Фили (фр. Evodie Philit, 1865—1945).

### Журналист и писатель
Свою карьеру Гревиль начинает во Франции с литературной деятельности. Он был «безусловным поклонником» Жироду и Арагона. В возрасте шестнадцати лет он публикует в брошюре поэму под названием «Норма» в честь актрисы немого кино Нормы Талмадж. В восемнадцать лет он пишет свой первый роман «Supprimé par l’ascenseur», короткую, фривольную историю, запрещённую цензурой. В 1930 году он издаёт второй роман, «Chantegre-nouille», привлекая внимание лучших критиков, как Эдмон Жалу и Робер Бразийак. Он занимается журналистикой, тогда же начиная подписывать свои статьи в англосаксонской манере, и становится самым молодым кинематографическим критиком Франции, сотрудничая с газетами Comoedia, L’intransigeant и журналом Vu.

### Работа в кино
Одновременно он пробует себя как актёр в немом кино, а в 1929 году Рене Клэр доверяет ему одну из главных ролей в своей первой звуковой картине Под крышами Парижа. Он играет Луи, друга Альбера (Альбер Прежан), с которым они вместе ухаживают за красивой румынкой (Пола Иллери). Этому фильму суждено было стать его практически последним актёрским опытом.
Постигать мастерство профессии режиссёра он начинает на съёмках монументального немого байопика Наполеон под руководством Абеля Ганса в 1925—1926-х годах.
В 1927 году по заказу учредителя еженедельника Vu Люсьена Вогеля (фр. Lucien Vogel), он снимает короткометражный фильм о журнале, Un grand journal illustré, с эффектами «чистого кино», придающими ему авангардный аспект, оценённый знатоками. После нескольких рекламных фильмов (Martini sec, 24 heures de la vie d’un faux col), снятых для рекламного агентства Dorland, он уезжает в Англию, где становится ассистентом у немецкого режиссёра Эвальда Андре Дюпона в фильме Пикадилли (англ. Piccadilly, 1929), методами визуального повествования которого он восхищался. По возвращении во Францию он ассистирует Жаку де Баронселли в Арлезианке (фр. L'Arlesienne, 1930), снятой по рассказу Альфонса Доде «Арлезианка», Аугусто Дженине в драме Мисс Европа — Приз за красоту (фр. Miss Europa - Prix de beauté, 1930) с Луизой Брукс и Абелю Гансу при создании фильма об ожидании утопического конца света La fin du monde с Виктором Франсаном (фр. Victor Francen).

### Режиссёр
Начиная с 1930 года Гревиль специализируется в небольших комиксах со специфическим юмором (Séries des Marius et Moïse). А в 1931 году продюсер просит его сделать фильм из записей на старых бобинах, представляющих железнодорожные аварии. В результате появляется его первый большой фильм Поезд самоубийц (фр. Le Train des suicidés, 1932) с Педро Эльвиро (исп. Pedro Elviro) и Вандой Ванген (англ. Vanda Vangen), ставшей его женой несколько лет спустя. Фантастическая история о кандидатах на смерть в комедийной форме с музыкальным сопровождением «Траурного марша» Шопена и «Пляски смерти» Сен-Санса в джазовой аранжировке была плохо принята публикой и ознаменовала собой начало непонимания, которое формируются со следующим его фильмом Водоворот (фр. Remous), довольно смелым для кино тех лет психопатологическим исследованием сексуальной импотенции.
Эта провокационная мелодрама с Франсуазой Розе (фр. Françoise Rosay по роману «A Kiss in the Dark» Пегги Томпсон (англ. Peggy Thompson), с опозданием выпущенная во Франции после её успеха в Великобритании в 1934 году, становится важным этапом в творчестве режиссёра. Водоворот прочно установил его барочный визуальный стиль, отмеченный мобильной киносъёмкой, неожиданными переходами и игрой с отражениями в зеркалах и лужах.
Она также продемонстрировала его увлечение сексуальной тематикой и стоила ему ярлыка. вызывающего озабоченность у продюсеров режиссёра-интеллектуала. Неровное продолжение его карьеры было вызвано отчасти его стремлением к независимости, а отчасти — уступками, которые он делает коммерческому кино. Гревиль возвращается во Францию, где упорствует в своём положении маргинала и разоблачает нищету французского кино 30-х годов в комедии Торговец любовью (фр. Marchand d'amour, 1935), главный персонаж которой исполняет Эрих фон Штрохайм. Однако, измотанный критикой, он снова продолжает свою работу за границей.
После провала Торговца любовью Гревиль переходит к более ходовому материалу в комедии Принцесса Там-Там (фр. Princesse Tam-Tam, 1935) с Жозефиной Бейкер в главной роли.
Опираясь на британское внимание к Водовороту, в июне 1935 года Гревиль создаёт свою собственную лондонскую кинокомпанию British Artistic Films, единственным продуктом которой становится музыкальная комедия Цыганская мелодия (англ. Gypsy Melody, 1936) с мексиканской звездой Лупе Велес и дирижёром цыганского оркестра Альфредом Родом (фр. Alfred Rode). В последующих британских фильмах восприимчивость Грэвиля находит более интересное выражение. Его умение изучать сложные, иногда эротические отношения, приносит конкретные плоды в Brief Ecstasy (1937), рассказе о страсти, разгорающейся вне брака, с участием Линден Трэверс (англ. Linden Travers), Пола Лукаса и Хью Уильямса (англ. Hugh Williams), получившем высокую оценку в обзоре Грэма Грина за его чувство камеры и атмосферу «неутолённой сексуальности». Грэвиль охотно работает в Великобритании, но его амбициозный проект фильма о Шекспире не удаётся продвинуть из-за финансирования, и в 1938 году ему приходится вернуться в Европу.
В 1938 году голландское правительство поручает ему создание официального фильма на юбилей королевы Вильгельмины, Veertig jaren (1938), который получает серебряную медаль на биеннале в Венеции. Италия в свою очередь открывает Гревиля и приглашает его (в то время, когда ещё ни французский режиссёр не был известен в Риме) для съёмок трёх фильмов, которые, однако, никогда не будут закончены из-за войны. Видение мира режиссёра и его озабоченность по поводу международной ситуации реализуются в английских постановках того времени, таких как: Secret Lives (1937), визуально блистательный антивоенный фильм, облечённый в шпионскую историю, более тяжёлый Мадемуазель Доктор (фр. Mademoiselle Docteur, 1937) с Дитой Парло и Джоном Лодером (англ. John Loder), касающийся двусмысленных пристрастий и предательской любви, но особенно — открыто антинацистский фильм Угрозы (фр. Menaces, 1939), снятый после Мюнхенских соглашений, с Мирей Бален и Эрихом фон Штрохаймом. Последний здесь играет австрийского беженца, который совершает самоубийство после того, как он узнаёт по радио об аншлюсе и политическом исчезновение своей страны. Негативы и копии этого фильма были уничтожены по приказу Геббельса. Разыскиваемый гестапо, Гревиль, которого также упрекали в его английской национальности, укрывается в Кань-сюр-Мере, в свободной зоне на юго-востоке Франции под псевдонимом Макс Монтагю (фр. Max Montagut). В ноябре 1940 года он был счастлив найти работу помощником Абеля Ганса для съёмок Vénus aveugle. Драма Женщина в ночи (фр. Une femme dans la nuit), снятая в 1941 году по роману Золя выходит в 1943 году без упоминания в титрах имени режиссёра. Не имея возможности работать при правительстве Виши, Гревиль возвращается за кинокамеру только после окончания оккупации.
После лёгкой комедии Доротея в поисках любви (фр. Dorothée cherche l'amour, 1945) с Клодом Дофеном, Сюзи Карьер (фр. Suzy Carrier) и Жюлем Берри, он делает личную работу, осенённую эротикой, За ночь любви (фр. Pour une nuit d'Amour, 1946) с Одетт Жуаё и Роже Бленом по одноимённому роману Золя.
Суровая драма Le Diable souffle (1947) с Шарлем Ванелем не получает большого успеха, вероятно, по причине несколько искусственного сценария, и Гревиль был вынужден возобновить свои странствия.
Вернувшись в Лондон, он снимает Noose (1948), заселённую проститутками Сохо и вице-рэкетирами энергичную комическую драму по пьесе Ричарда Луэллина, англо-голландский фильм Niet tevergeefs / But Not in Vain о сопротивлении и коллаборационизме и фильм Романтическая пора (англ. The Romantic Age, 1949) с Петулой Кларк.
В 1950 году, как и десять лет назад, он снова оказывается помощником режиссёра Рауля Уолша, в этот раз в фильме об американских пиратах, но частично снятом во Франции, Капитан Горацио Хорнблоуэр. Только в 1953 году Гревиль может возобновить свою карьеру во Франции в новой серии из десяти фильмов (с последним вторжением в Англию в 1960 году), к сожалению, очень неодинаковой ценности. Лучшим называют первый фильм из этой серии, Оборотная сторона рая (фр. L'Envers du paradis), где он снова занимает Штрохайма.
Большой поклонник американского кино, он отказывается от некоторых приёмов, унаследованных от авангарда, ради типично голливудского классицизма и снимает Порт желаний (фр. Le Port du désir, 1954), где изображает Жана Габена в качестве капитана, столкнувшегося с недобросовестным контрабандистом и истерзанного его любовью к молодой женщине, которую также любит человек гораздо моложе его.
Гревиль неоднократно в своём творчестве использует условия ограниченного пространства, способствующие разыгрыванию страстей; это центральная тема драмы Остров на краю мира (фр. L'Ile du bout du monde, 1959) с тремя женщинами в исполнении красивых и известных актрис того времени: Магали Ноэль, Доун Аддамс и Россаны Подеста и одним мужчиной, Кристианом Марканом.
В 1960 году он снимает рутинный фильм ужасов, Руки Орлака (фр. Les Mains d'Orlac, 1960) с Мелом Феррером, после двух предыдущих версий.
В драме Кокетка (фр. L'Aguicheuse / Beat Girl ,1960) он рассматривает с определённой смелостью отношения между отцом и дочерью. Фильм был запрещён во Франции по обвинению в безнравственности.
В криминальной драме Лгуны (фр. Les Menteurs, 1961) по роману Фредерика Дара он остаётся верен одной из своих любимых тем, эротике (которая никогда не становится вульгарной в его творчестве). Последний кинофильм, Авария (фр. L'Accident1963), также на основе романа Фредерика Дара с Магали Ноэль, оказывается для него пророческим.
У него нет недостатка в кинопроектах, в частности: Patrouille de femmes, франко-израильском совместном производстве, а также Le mur de verre, истории человека, который живёт двумя жизнями, одной — убогой, другой — роскошной, не в состоянии отделить мечту от реальности. Он начинает писать свои «Мемуары» и собирается провести несколько дней в Израиле, чтобы определиться с натурными съёмками и заключить контракты. 20 мая 1966 года на обратном пути за рулём своего английского Мерседеса он попадает в аварию и несколько дней спустя умирает в больнице Ниццы.

С несколькими друзьями из Nickel Odéon, кино-клуба, который мы основали и где мы показывали некоторые из его лучших фильмов, сохраняющиеся на всякий случай некоторые копии от повреждения, уничтожения, мы даже заплатили за его могилу, чтобы его не бросили в общую. С помощью чека от Рене Клэра.Оригинальный текст (фр.) Avec quelques amis du Nickel Odéon, le ciné-club que nous avions fondé et où nous avions projeté certains de ses meilleurs films, sauvant in extremis certaines copies de la casse, de la destruction, nous avons même payé sa tombe, afin qu’il ne soit pas jeté à la fosse commune. Aidé par un chèque de René Clair.— Бертран Тавернье

### Другие виды деятельности
Как журналист он сотрудничает с La Tribune du Cinéma и совместно c Жаном Жоржем Орьолем (фр. Jean George Auriol), Жаном Леви (фр. Jean Lévy), Андре Може (фр. André Maugé) и Анри Жансоном основывает литературный журнал Jabiru. Он пишет романы («Supprimé par l’ascenseur», «Chante-Grenoville») и пьесы для театра.

### Семья
В 1930 году Эдмон Т. Гревиль встречает английскую актрису Ванду Ванген (Vanda Vangen, 1908—1997), которая сыграет одну из ролей в его фильме Поезд самоубийц (Le Train des suicidés). Их брак, несмотря на наличие ребёнка, распадается после войны.

## Фильмография
| Год  |     | Русское название              | Оригинальное название                             | Роль                                               |
| ---- | --- | ----------------------------- | ------------------------------------------------- | -------------------------------------------------- |
| 1927 | ф   | Наполеон                      | Napoléon                                          | ассистент режиссёра и актёр                        |
| 1929 | ф   | Пиккадилли                    | Piccadilly                                        | ассистент режиссёра (в титрах отсутствует)         |
| 1929 | кор |                               | La naissance des heures                           | режиссёр                                           |
| 1929 | кор |                               | Minuit                                            | режиссёр                                           |
| 1930 | кор |                               | Marius chasse le lion                             | режиссёр                                           |
| 1930 | ф   | Приз за красоту (Мисс Европа) | Prix de beauté (Miss Europe)                      | ассистент режиссёра и монтажёр                     |
| 1930 | ф   | Под крышами Парижа            | Sous les toits de Paris                           | ассистент режиссёра                                |
| 1930 | ф   | Арлезианка                    | L'Arlésienne                                      | ассистент режиссёра                                |
| 1931 | кор |                               | Le mariage de Sarah                               | режиссёр                                           |
| 1931 | кор |                               | Un crime passionnel                               | режиссёр                                           |
| 1931 | кор |                               | Moyse marchand d'habits                           | режиссёр                                           |
| 1931 | кор |                               | Moyse et Cohen, businessmen                       | режиссёр                                           |
| 1931 | кор |                               | Le testament de Moyse                             | режиссёр                                           |
| 1931 | кор |                               | La belle Madame Moyse                             | режиссёр                                           |
| 1931 | кор |                               | Maître chez soi                                   | режиссёр                                           |
| 1931 | ф   | Конец света                   | La fin du monde                                   | ассистент режиссёра                                |
| 1931 | ф   | Поезд самоубийц               | Le train des suicidés                             | режиссёр, монтажёр и сценарист                     |
| 1932 | кор |                               | La guerre des sauterelles                         | режиссёр                                           |
| 1932 | ф   |                               | Le triangle de feu                                | режиссёр (совместно)                               |
| 1933 | кор |                               | Vacances conjugales                               | режиссёр и сценарист                               |
| 1933 | док | Сухой Мартини                 | Martini sec                                       | режиссёр                                           |
| 1933 | док |                               | 24 heures de la vie d'un faux col                 | режиссёр                                           |
| 1933 | кор |                               | Je suis un homme perdu                            | режиссёр                                           |
| 1933 | кор |                               | Berlingot                                         | режиссёр и актёр (голос попугая)                   |
| 1933 | ф   |                               | Le rayon des amours                               | режиссёр                                           |
| 1934 | кор |                               | Monsieur le vagabond                              | режиссёр                                           |
| 1934 | ф   |                               | Plaisirs de Paris                                 | режиссёр                                           |
| 1934 | кор |                               | La croix des cimes                                | режиссёр и сценарист                               |
| 1934 | ф   | Водоворот                     | Remous                                            | режиссёр и монтажёр                                |
| 1935 | ф   | Торговец любовью              | Marchand d'amour                                  | режиссёр и сценарист                               |
| 1935 | ф   | Принцесса Там-Там             | Princesse Tam-Tam                                 | режиссёр                                           |
| 1936 | кор |                               | L'agence Security                                 | режиссёр                                           |
| 1936 | ф   | Цыганская мелодия             | Gypsy Melody                                      | режиссёр                                           |
| 1937 | ф   |                               | Secret Lives                                      | режиссёр и сценарист                               |
| 1937 | ф   |                               | Brief Ecstasy                                     | режиссёр                                           |
| 1937 | ф   | Мадемуазель Доктор            | Mademoiselle Docteur / Under Secret Orders        | режиссёр                                           |
| 1938 | ф   |                               | Veertig jaren                                     | режиссёр                                           |
| 1938 | ф   |                               | What a Man!                                       | режиссёр                                           |
| 1940 | ф   | Угрозы                        | Menaces...                                        | режиссёр и сценарист                               |
| 1941 | ф   |                               | Vénus aveugle                                     | ассистент режиссёра                                |
| 1943 | ф   |                               | Une femme dans la nuit                            | режиссёр                                           |
| 1945 | ф   | Доротея в поисках любви       | Dorothée cherche l'amour                          | режиссёр                                           |
| 1947 | ф   | За ночь любви                 | Pour une nuit d'amour                             | режиссёр и сценарист                               |
| 1947 | ф   |                               | Le diable souffle                                 | режиссёр и сценарист                               |
| 1948 | ф   |                               | Noose                                             | режиссёр                                           |
| 1948 | тф  |                               | Niet tevergeefs / But Not in Vain                 | режиссёр и сценарист                               |
| 1949 | ф   | Романтическая пора            | The Romantic Age                                  | режиссёр и сценарист                               |
| 1951 | ф   | Капитан Горацио Хорнблоуэр    | Captain Horatio Hornblower R.N.                   | ассистент режиссёра                                |
| 1951 | ф   |                               | I'm Banne der Madonna                             | режиссёр                                           |
| 1953 | ф   | Оборотная сторона рая         | L'envers du paradis                               | режиссёр и сценарист                               |
| 1955 | ф   | Порт желаний                  | Port du désir                                     | режиссёр, актёр и автор текста песни Port du Désir |
| 1955 | ф   |                               | Tant qu'il y aura des femmes                      | режиссёр                                           |
| 1956 | ф   |                               | Je plaide non coupable                            | режиссёр и сценарист (совместно)                   |
| 1958 | ф   |                               | Quand sonnera midi                                | режиссёр                                           |
| 1959 | ф   | Остров на краю мира           | L'île du bout du monde                            | режиссёр, сценарист и продюсер                     |
| 1960 | ф   | Кокетка                       | L'Aguicheuse / Beat Girl                          | режиссёр                                           |
| 1960 | ф   | Руки Орлака                   | The Hands of Orlac                                | режиссёр, сценарист, диалоги                       |
| 1961 | ф   | Лгуны                         | Les menteurs                                      | режиссёр                                           |
| 1963 | ф   | Авария                        | L'accident                                        | режиссёр и сценарист                               |
| 1963 | ф   | Нюрнбергская дева             | La Vierge de Nuremberg / La vergine di Norimberga | сценарист (совместно)                              |
| 1964 | тф  |                               | Péril paradis                                     | режиссёр                                           |

## Произведения

### Книги
- Edmond T. Gréville. Norma (фр.). — Paris: Editions de la Revue Litéraire et Artistique, 1926.
- Edmond T. Gréville. Supprimé par l'ascenseur (фр.). — Paris: Éditions de la Nouvelle Revue française, 1927. — 99 p.
- Edmond T. Gréville. Norma Talmadge (фр.). — Paris: Jean-Pascal, 1927. — 64 p.
- Edmond T. Gréville. Chantegrenouille (фр.). — Paris: Denoël et Steele, 1930. — 264 p.
- Edmond T. Gréville. L'envers du Paradis (фр.). — Givors, A. Martel, 1953. — 215 p.
- Edmond T. Gréville. La fille peinte (фр.). — Paris: Éditions Karolus, 1962. — 251 p.
- Edmond T. Gréville. La Corde raide (фр.).
- Edmond T. Gréville. Trente-cinq ans dans la jungle du cinéma (фр.). — Lyon/ Arles: Institut Lumière/Actes Sud, 1995. — 383 p. — (Coédition Institut Lumière-Actes Sud). — ISBN 2-7427-0179-6.

### Пьесы
- Edmond T. Gréville. Oiseaux des Saxophones (фр.). — 1927.
- Edmond T. Gréville. Collin-Maillard (фр.). — 1942.
- Edmond T. Gréville. 1 et 1 font 3 (фр.). — 1957.

### Публикации
- Gréville, Edmond T. Une femme dans chaque pore :  [фр.] // Cinégraph. — 1930.
- Gréville, Edmond T. L'homme que vous aimerez haïr :  [фр.] // L'Écran français 25. — декабрь 1945.

### Книги
- Philippe Roger. L'Enfer du paradis (фр.). — Lyon: Editions du Cosmogone, 2001. — 202 p. — (Un cinéaste en mots-clefs). — ISBN 2-914238-00-2.
- Paul Vecchiali. L'Encinéclopédie. Cinéastes français des années 1930 et leur œuvre (фр.). — Montreuil: Éditions de l'Œil, 2010. — Vol. 2. — 738 p. — ISBN 978-2-35137-095-7.

### Публикации
- Vous Ne Verrez Janais Ces Films :  [фр.] // Match. — март 1939.
- L'érotisme au cinéma :  [фр.] // Positif. — 1964. — № 61—63.
- Legrand, Gérard. Edmond T. Gréville 1906-1966 :  [фр.] // Anthologie du cinéma. — 1970. — № 56.
- Anthologie du cinéma, n°56, Juin 1970
- Collectif. Edmond T. Gréville et Pierre Chenal deux cinéastes méconnus :  [фр.]. — Editions Atlas. — 1982. — (Le Cinéma : Grande histoire illustrée du 7e art).
- Logette, Lucien. Prélude à Gréville :  [фр.] // Jeune Cinéma. — октябрь-ноябрь 1990. — № 203.
- Logette, Lucien. Prélude à Gréville :  [фр.] // Jeune Cinéma. — январь-февраль 1991. — № 205.
- Tavernier, Bertrand. Voix off. — In: Pour Edmond T. Gréville :  [фр.] // Positif. — ноябрь 1998. — № 453.